# Ричмондский симфонический оркестр
Ричмондский симфонический оркестр (англ. Richmond Symphony Orchestra) — американский симфонический оркестр, базирующийся в городе Ричмонд. Основан в 1957 году.
Дав на первом году своего существования всего три концерта (первый — 28 октября), в 1969 году оркестр уже выступил 112 раз в своём городе и за его пределами, в дальнейшем доведя ежегодный график выступлений до 200 концертов; его численный состав колеблется около 75-80 музыкантов. В 1971 году в качестве подразделения оркестра был основан Ричмондский симфонический хор, при оркестре действуют также четыре детских и юношеских коллектива для разных возрастов. Образовательные программы оркестра по всему штату охватывают около 35 тысяч школьников и студентов ежегодно; нередко коллектив и его отдельные группы участвуют в разнородных местных культурных и общественных событиях (внимание прессы привлёк, например, местный фестиваль сладостей «Шоколадная тропа», проходивший под фрагменты «Вестсайдской истории» Леонарда Бернстайна в исполнении духовой группы оркестра).

## Главные дирижёры
- Эдгар Шенкман (1957—1970)
- Жак Утман (1971—1986)
- Джордж Мэнахан (1987—1998)
- Марк Рассел Смит (1999—2009)
- Стивен Смит (с 2010 г.)